# Ryōsuke Nemoto
Ryōsuke Nemoto (jap. 根本 亮助, Nemoto Ryōsuke; * 24. August 1980 in der Präfektur Yamagata) ist ein ehemaliger japanischer Fußballspieler.

## Karriere
Nemoto erlernte das Fußballspielen in der Schulmannschaft der Tsurusho Gakuen High School. Seinen ersten Vertrag unterschrieb er 1999 bei den Montedio Yamagata. Der Verein spielte in der zweithöchsten Liga des Landes, der J2 League. 2008 wurde er mit dem Verein Vizemeister der J2 League. Für den Verein absolvierte er 210 Spiele. Ende 2008 beendete er seine Karriere als Fußballspieler.